# Echarlens
Echarlens és un municipi suís del cantó de Friburg, situat al districte de la Gruyère.